# Karate en los Juegos Asiáticos
El Karate en los Juegos Asiáticos se realiza desde la edición de 1994 en Hiroshima, Japón tanto en la rama masculina como en la femenina. Se ha efectuado en todas sus ediciones desde entonces.
Japón es el país que lidera el medallero histórico y ha sido el máximo ganador del medallero en Karate en cada edición de los juegos.

## Ediciones
| Edición | Año  | Ciudad Sede | País Sede     | Campeón |
| ------- | ---- | ----------- | ------------- | ------- |
| XII     | 1994 | Hiroshima   | Japón         | Japón   |
| XIII    | 1998 | Bangkok     | Tailandia     | Japón   |
| XIV     | 2002 | Busan       | Corea del Sur | Japón   |
| XV      | 2006 | Doha        | Catar         | Japón   |
| XVI     | 2010 | Guangzhou   | China         | Japón   |
| XVII    | 2014 | Incheon     | Corea del Sur | Japón   |

## Medallero
| #     | País               | Oro | Plata | Bronce | Total |
| ----- | ------------------ | --- | ----- | ------ | ----- |
| 1     | Japón              | 26  | 10    | 7      | 43    |
| 2     | Irán               | 12  | 8     | 7      | 27    |
| 3     | Malasia            | 8   | 7     | 15     | 30    |
| 4     | Kuwait             | 6   | 5     | 7      | 18    |
| 5     | Kazajistán         | 5   | 5     | 5      | 15    |
| 6     | Vietnam            | 4   | 7     | 8      | 19    |
| 7     | República de China | 4   | 4     | 16     | 24    |
| 8     | Indonesia          | 2   | 7     | 11     | 20    |
| 9     | China              | 2   | 2     | 3      | 7     |
| 10    | Uzbekistán         | 1   | 3     | 4      | 8     |
| 11    | Jordania           | 1   | 2     | 4      | 7     |
| 12    | Siria              | 1   | 2     | 2      | 5     |
| 13    | Arabia Saudita     | 0   | 3     | 3      | 6     |
| 14    | Hong Kong          | 0   | 2     | 3      | 5     |
| 15    | Macao              | 0   | 1     | 10     | 11    |
| 16    | Filipinas          | 0   | 1     | 6      | 7     |
| 16    | Tailandia          | 0   | 1     | 6      | 7     |
| 18    | UAE                | 0   | 1     | 2      | 3     |
| 19    | Corea del Sur      | 0   | 0     | 8      | 8     |
| 20    | Brunéi             | 0   | 0     | 3      | 3     |
| 20    | Nepal              | 0   | 0     | 3      | 3     |
| 20    | Catar              | 0   | 0     | 3      | 3     |
| 23    | Tayikistán         | 0   | 0     | 2      | 2     |
| 24    | Laos               | 0   | 0     | 1      | 1     |
| 24    | Sri Lanka          | 0   | 0     | 1      | 1     |
| Total | Total              | 72  | 71    | 140    | 283   |